# San Lucas (El Paraíso)
San Lucas est une municipalité du Honduras, située dans le département de El Paraíso. Elle est fondée en 1875. La municipalité de San Lucas comprend 10 villages et 168 hameaux.

## Crédit d'auteurs
- (en) Cet article est partiellement ou en totalité issu de l’article de Wikipédia en anglais intitulé « San Lucas, El Paraíso » (voir la liste des auteurs).